# Amtrak

Мережа

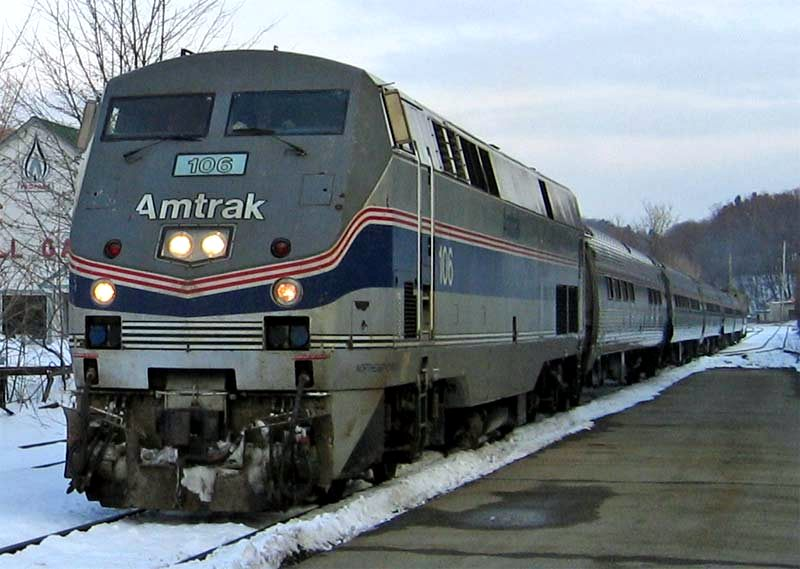
Тепловоз Genesis

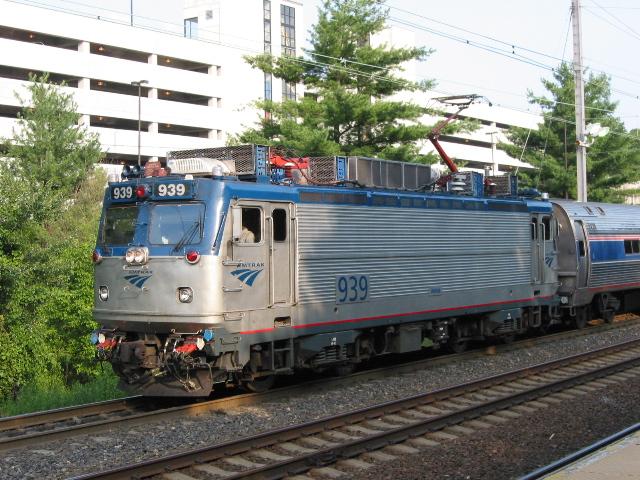
Електровоз AEM-7

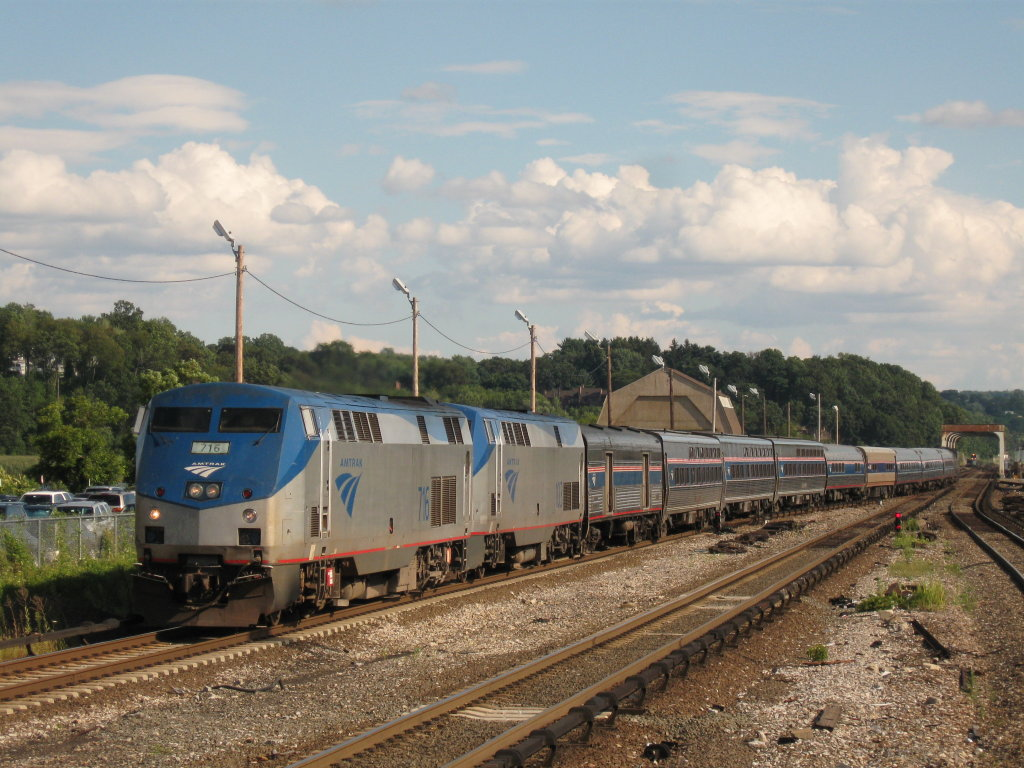
Потяг «Lake Shore Limited» у дорозі на Чикаго

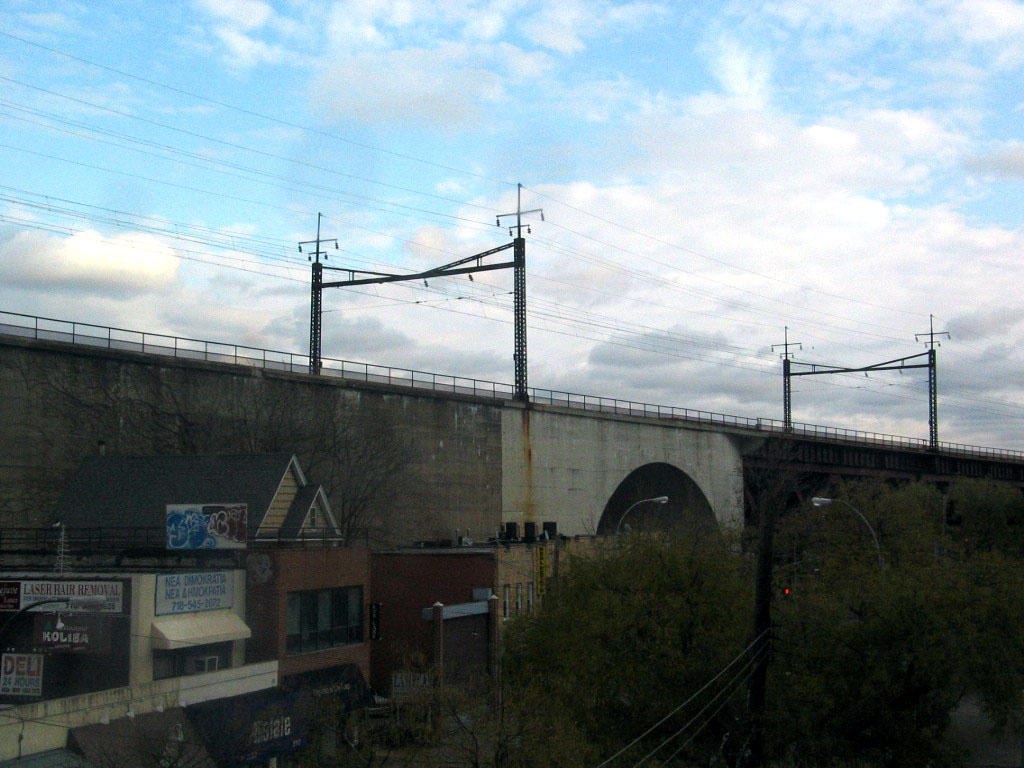
В районі Нью-Йорка «Квінс»

Амтрак (англ. Amtrak) — комерційна назва Національної залізничної пасажирської корпорації (англ. National Railroad Passenger Corporation), що займається пасажирськими перевезеннями. Назва походить від скорочення слів американсьський поїзд (англ. American track). Монополіст в обслуговуванні пасажирів, які подорожують на далекі відстані залізничним транспортом. Є державним підприємством, що належить уряду США.
У корпорації «Амтрак» працюють близько 20 000 осіб, загальна довжина її маршрутів становить 34 000 км. Потяги «Амтрак» обслуговують 500 пунктів призначення в 46 штатах США і в трьох провінціях Канади. «Амтрак» є власником 1175 км залізниць, таким чином, більша частина маршрутів проходить по коліях, що належать залізничним компаніям, що здійснюють вантажні перевезення.
У 2011 фінансовому році «Амтрак» перевезла 30,2 млн пасажирів, досягнувши рекордного показника за всю історію корпорації і заробила 2,71 млрд доларів виручки, витрати компанії при цьому становили 3,95 млрд доларів. Для порівняння: у 2004 авіакомпанії США перевезли на внутрішніх лініях 712 млн пасажирів.